# Notre-Dame-de-Mille-Secours (Brouël)

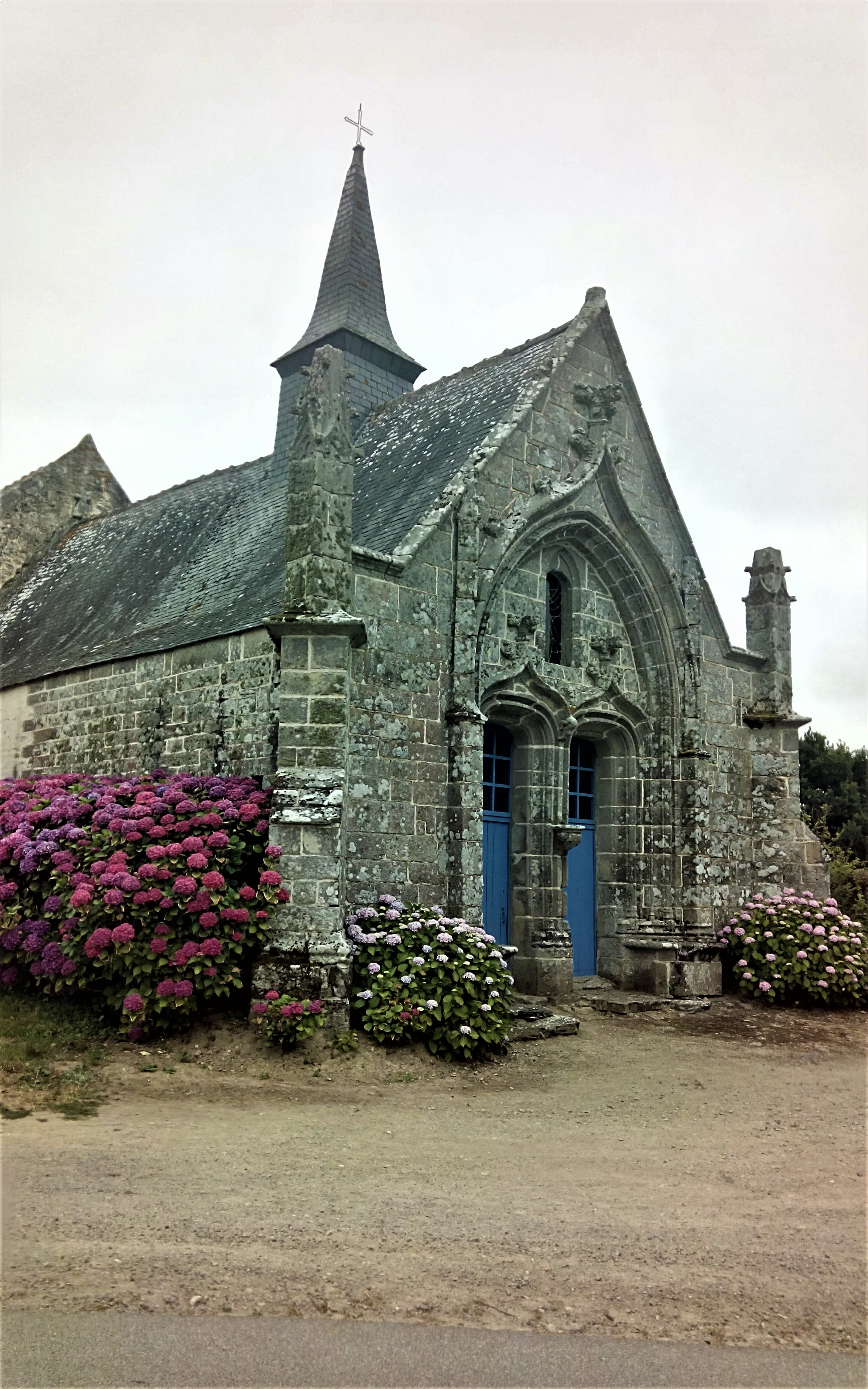
Kapelle Notre-Dame-de-Mille-Secours

Notre-Dame-de-Mille-Secours ist eine römisch-katholische Kapelle in Brouël, einem Ortsteil von Ambon im Département Morbihan in der Bretagne. Die Westfassade der Kapelle ist seit 1925 als Monument historique eingestuft.

## Geschichte
Die dem Patrozinium Unserer Lieben Frau von der immerwährenden Hilfe unterstellte Kapelle entstand im 16. Jahrhundert im Stil der Flamboyantgotik. Ihre Westfassade ist besonders kunstvoll gestaltet und besitzt ein Doppelportal. Der schlichte Kapellenbau selber erhebt sich auf rechteckigem Grundriss mit Glockendachreiter und zeigt eine deutliche Baunaht zu den wohl später entstandenen östlichen Teilen des Gotteshauses, wo sich der Hochaltar befindet. Im Osten ist an die Kapelle ein Wohnhaus angebaut.

## Ausstattung
In der Kapelle sind als Monument historique eingestuft:
- Altar und Tabernakel, Holz geschnitzt und bemalt, 19. Jahrhundert[3]
- St. Tugdual, Statue, Gips bemalt, 19. Jahrhundert[4]
- Jungfrau mit dem Kind, Statue, Holz bemalt, 16. Jahrhundert[5]
- Gemälde, Jungfrau mit dem Kind, Leinwand, 19. Jahrhundert[6]
- Unsere Liebe Frau, Statue, Gips, bemalt, 19. Jahrhundert[7]
- Hochaltar, 19. Jahrhundert[8]
- St. Isidor, Statue, Holz geschnitzt und bemalt, 19. Jahrhundert[9]